# موزه اسباب‌بازی تارتو
موزه اسباب‌بازی تارتو (به انگلیسی: Tartu Toy Museum) بزرگترین موزه اسباب‌بازی در منطقه بالتیک در شهر تارتو، استونی است.
این موزه که در سال ۱۹۹۴ تأسیس شده در حال حاضر دارای بیش از ۵۰۰۰ اسباب‌بازی و اتاق بازی برای کودکان است.

## نگارخانه

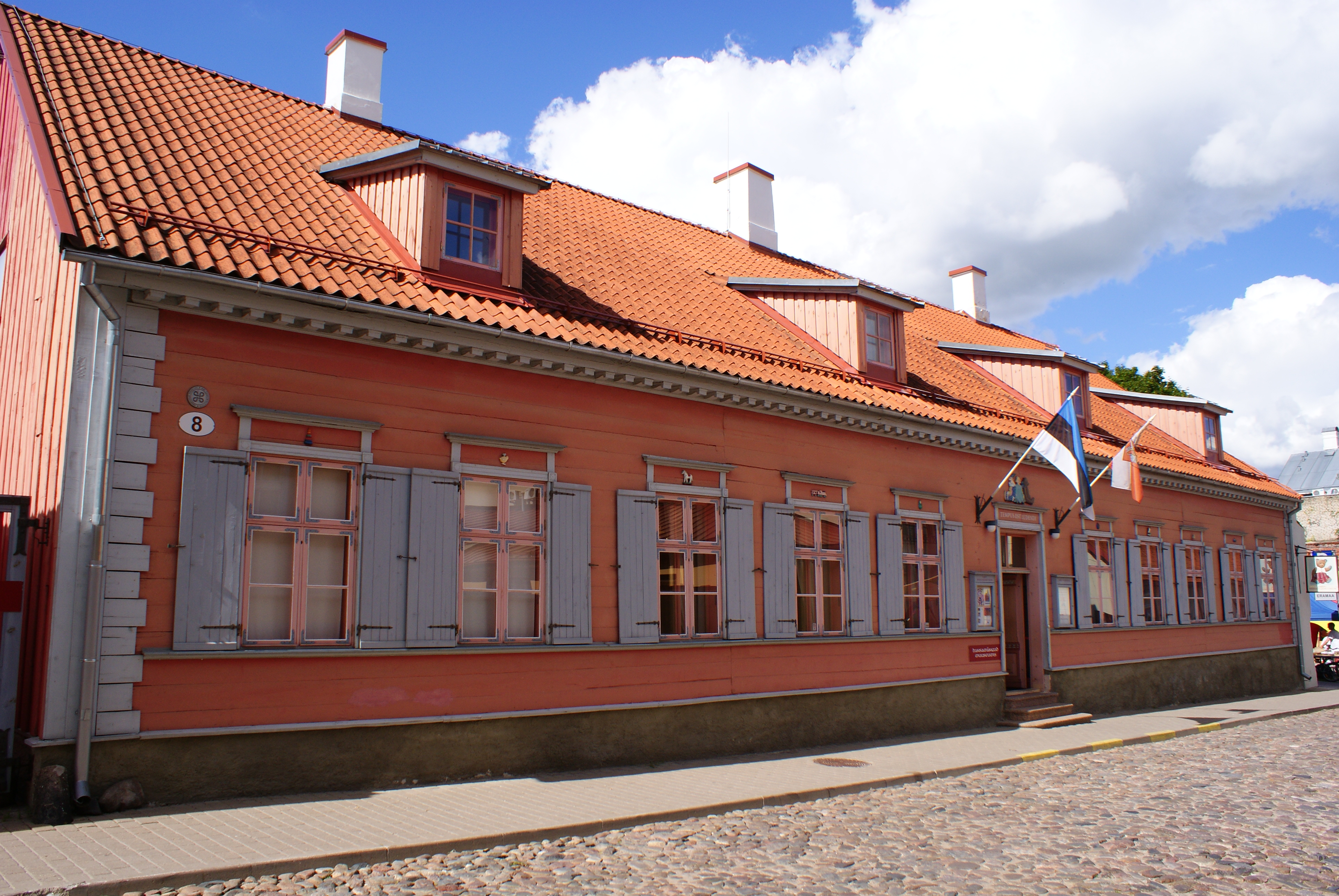
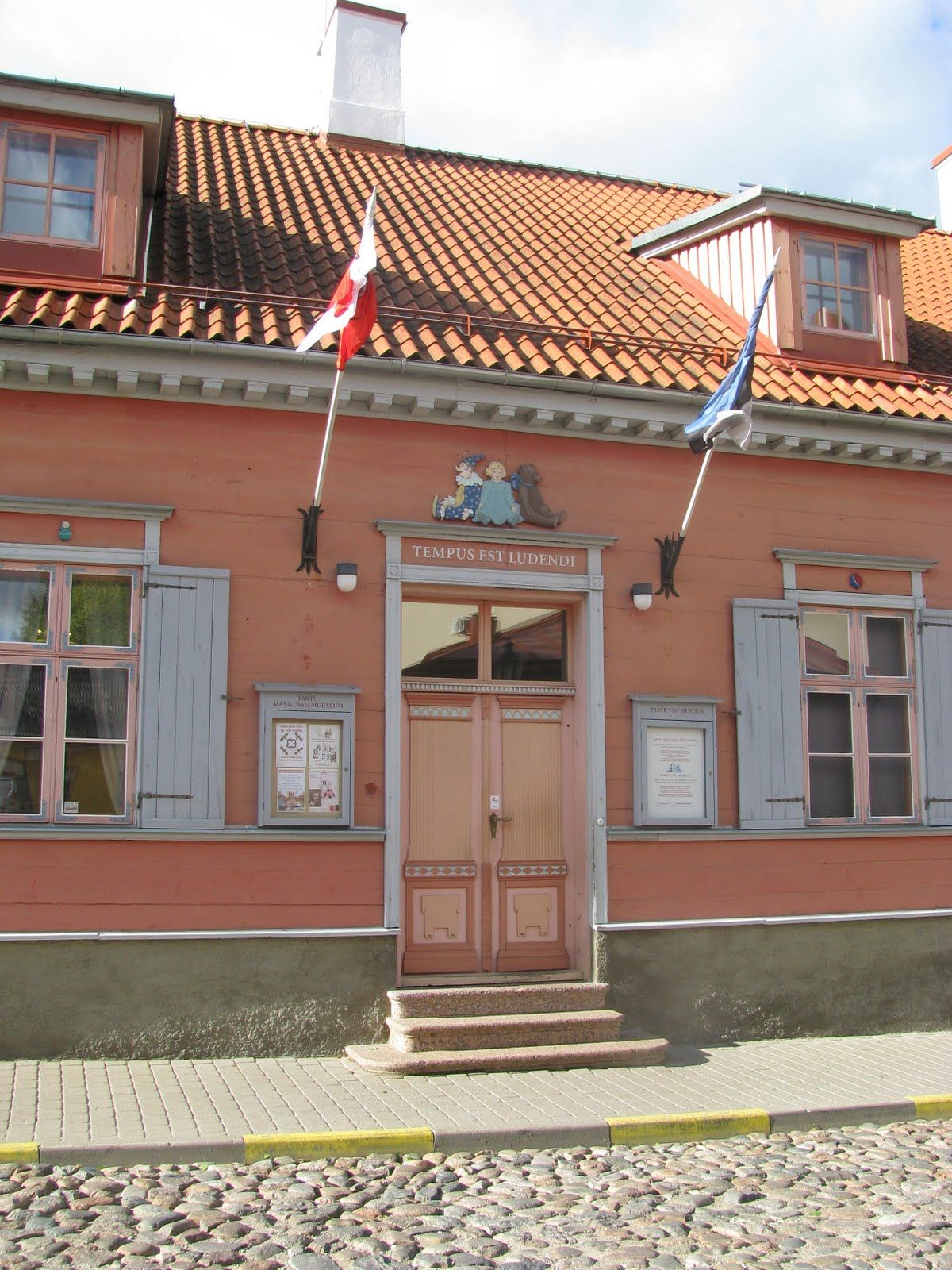
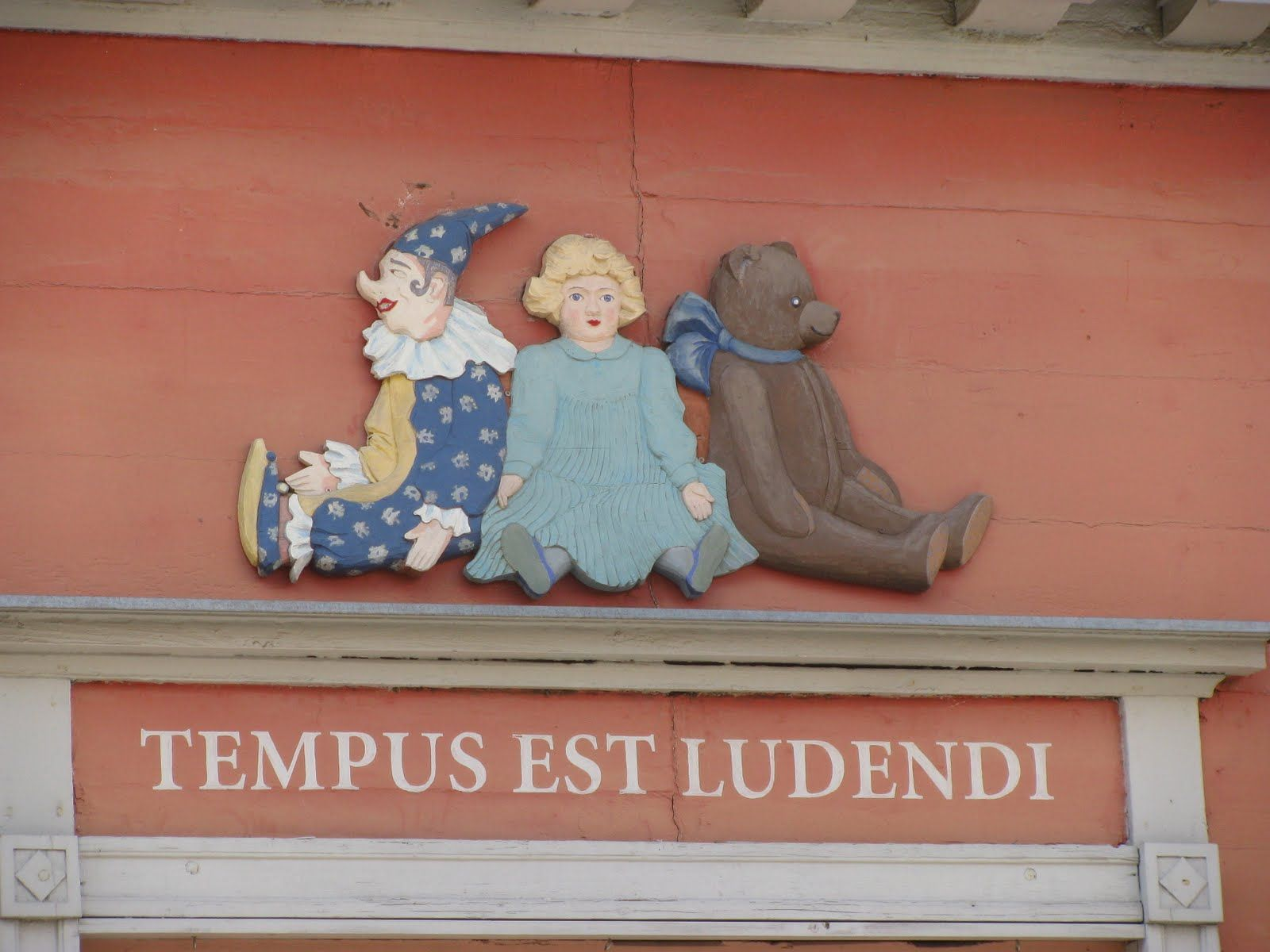
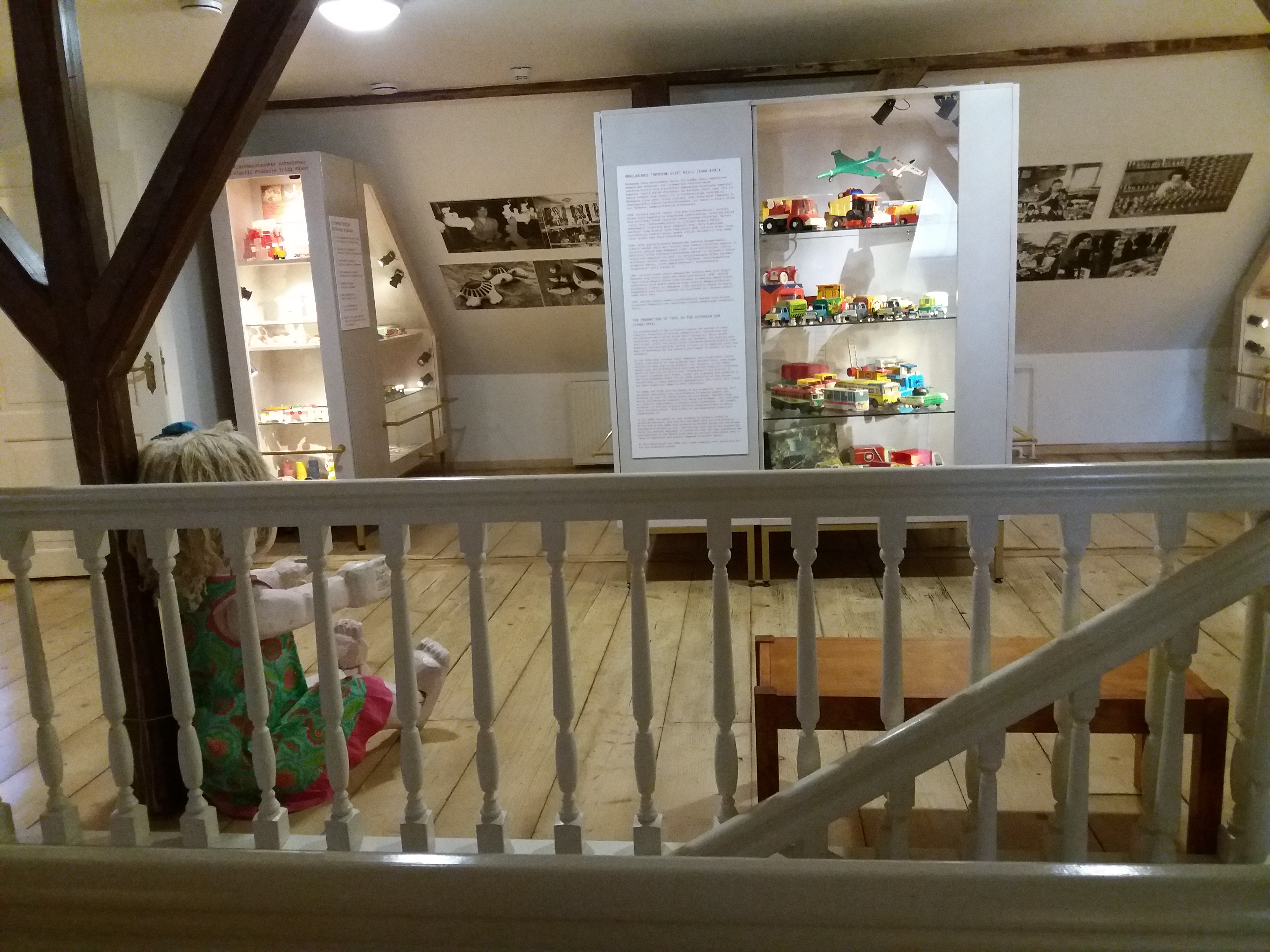